# ステートフッド・デー (スロベニア)
ステートフッド・デー（スロベニア語: Dan državnosti）とは、ユーゴスラビアからの1991年独立宣言を記念し、スロベニアで毎年6月25日に設定される祝日である。正式な独立宣言は1991年6月26日まで行われていなかったが、独立に関する最初の法律の可決をもってスロベニアが独立したとみなし、上述の日付が祝日となった。  スロベニアの宣言は突発的にユーゴスラビアとの十日間戦争を開始させ、最終的にスロベニアの勝利に終わった。  
ステートフッド・デーと混同されやすい記念日に独立と統一の日が存在する。毎年12月26日に設定されたこの祝日は、スロベニアの全有権者の88.5％が参加した、主権国家になることへ是非を問う国民投票の結果公表を記念している。

## 参考資料
1. ↑  Race, Helena (2005) (Slovenian). "Dan prej" – 26. junij 1991: diplomsko delo ["A Day Before" – 26 June 1991: Diploma Thesis]. Faculty of Social Sciences, University of Ljubljana 2011年2月3日閲覧。
2. ↑  Janko Prunk (2001年). “Path to Slovene State”.   Public Relations and Media Office, Government of the Republic of Slovenia. 2011年2月3日閲覧。
3. ↑  “Independence Day and 10th Anniversary of the Plebiscite” (2000年12月26日). 2005年9月20日時点のオリジナルよりアーカイブ。2006年6月25日閲覧。
4. ↑  Klemenčič, Matjaž; Žagar, Mitja (2004). “Democratization in the Beginning of the 1990s”. The Former Yugoslavia's Diverse Peoples: A Reference Sourcebook. ABC-CLIO. pp. 297–298. ISBN 978-1-57607-294-3
5. ↑  Lukic, Rénéo; Lynch, Allen (1996). “The Wars of Yugoslav Succession, 1941–95”. Europe from the Balkans to the Urals: The Disintegration of Yugoslavia and the Soviet Union. Oxford University Press. p. 184. ISBN 978-0-19-829200-5